# Sharon Hambrook
Sharon Hambrook (Calgary, 28 maart 1963) is een Canadese voormalig synchroonzwemster. Ze behaalde twee wereldtitels en een Olympische zilveren medaille.

## Levensloop
In 1979 kwalificeerde ze zich voor de Pan-Amerikaanse Spelen en waar ze de zilveren medaille in het teamonderdeel won. Nadat Helen Vanderburg stopte, werd Hambrook de nieuwe partner van Kelly Kryczka in het duet. De twee wonnen de titel op de Canadese kampioenschappen van 1982. Tijdens de Wereldkampioenschappen synchroonzwemmen 1982 nam Kryczka deel aan twee evenementen. In het duet wonnen Kryczka en Hambrook goud en ook de Canadese ploeg wist het teamonderdeel te winnen.
In 1983 verloren Kryczka en Hambrook de Canadese duettitel en plaatsten ze zich daardoor niet op het onderdeel duet voor de Pan-Amerikaanse Spelen 1983. Wel nam Hambrook solo deel en won hierbij een zilveren medaille, op het teamonderdeel won de Canadese ploeg goud.  Kryczka en Hambrook wisten in 1984 zich te kwalificeren voor de Olympische Zomerspelen 1984. Tijdens de Olympische spelen eindigden Hambrook en Kryczka op het solo onderdeel respectievelijk als derde en vierde in de eerste ronde van de individuele competitie. Omdat er slechts één zwemmer per land aan de finale mocht deelnemen, werden ze allebei uitgeschakeld en won landgenoot Carolyn Waldo het zilver. In de duetfinale werden Kryczka en Hambrook tweede en wonnen een zilveren medaille.
Hambrook beëindigde haar carrière na de Olympische Spelen. Ze voltooide haar studie aan het Southern Alberta Institute of Technology om een bachelor in omroepwetenschappen te behalen en vestigde zich uiteindelijk in Californië. Hambrook werd in 1982 uitgeroepen tot Zwemmer van het Jaar van de Aquatic Federation of Canada en werd in 1988 werd Hambrook opgenomen in de Alberta Sports Hall of Fame en in 1996 in de Canadese Olympische Hall of Fame.